# Shikotsu (jezioro)
Shikotsu (jap. 支笏湖 Shikotsu-ko) – jezioro wulkaniczne w Japonii, na wyspie Hokkaido, leżące w Parku Narodowym Shikotsu-Tōya.